# MOLAP
MOLAP (ang. multidimensional online analytical processing) – jeden z trzech głównych rodzajów oprogramowania przetwarzania analitycznego OLAP. Choć MOLAP ma podobne zastosowanie do ROLAP oraz HOLAP, umożliwiając analizę dużych ilości informacji, różni się od nich pod względem zastosowanych rozwiązań oraz implementacji. Dane przetwarzane przez MOLAP są często wstępnie przeliczane oraz składowane w wielowymiarowej kostce, która implementowana jest przeważnie jako wielowymiarowa tablica.

## Porównanie MOLAP z ROLAP
Zalety MOLAP:
- duża wydajność zapytań dzięki bardziej optymalnej technice przechowywania danych, wielowymiarowemu indeksowaniu oraz cache'owaniu,
- mniejszy rozmiar danych na dysku w porównaniu z rozwiązaniami relacyjnymi,
- automatyczne przetwarzanie agregatów wyższego rzędu,
- niewielkie rozmiary dla małej liczby wymiarów,
- model tablicowy zapewnia naturalne indeksowanie danych,
- efektywny dostęp do danych.

Wady MOLAP:
- w niektórych implementacjach wstępne przetwarzanie danych może być zadaniem złożonym obliczeniowo, zwłaszcza dla dużych porcji danych. Efekt ten niwelowany jest poprzez przyrostowe przetwarzanie jedynie zmienionych danych.
- problemy z wybieraniem danych o dużej liczbie wymiarów (np. kilka milionów elementów),
- redundancja danych.